# ジョージ・ワイス (野球)
ジョージ・マーティン・ワイス（George Martin Weiss, 1894年6月23日 - 1972年8月13日）は、メジャーリーグの元球団経営者。コネチカット州ニューヘイブン生まれ。ニックネームは"Lonesome George"（ロンサム・ジョージ）。1930年代以降のニューヨーク・ヤンキース黄金期に活躍したゼネラルマネージャーで、メジャーリーグで最も成功した経営者の一人と言われる。

## 来歴・人物
20代の頃から地元コネチカットの野球企業家として名を挙げる。当時イースタンリーグに所属していたニューヘイブンのセミプロチームに、日曜日毎にタイ・カッブなどのスター選手を呼ぶことで多くの観客を動員していた。その経営手腕が買われ1919年にワイスはイースタンリーグの球団を自ら所有するまでになる。
1932年からはニューヨーク・ヤンキースの経営に加わり、主にファームシステムの整備をしていた。ヤンキース傘下には多い時で20球団以上が所属し、ワイスはその中から才能ある選手を見出すだけでなく、選手の余剰からヤンキースでは才能を発揮できないとみた選手は積極的に他の球団に売りに出すなどしていた。1930年代から1940年代にかけて、マイナー組織で大きな影響力を持っていたワイスと、上司であるエド・バローやラリー・マクフェイルとの関係が上手くいっておらず、しばしばワイスは彼らから冷遇を受けていたという。
1947年にヤンキースの経営がダン・トッピングとデル・ウェッブの手に渡ると、ワイスは強い権限を持ったゼネラルマネージャーとなるが、しばしば周囲の理解を得にくい独断的な判断をしていた。例えば1948年、ヤンキースのリーグ成績が3位に終わると、ワイスは前年ヤンキースを優勝に導いた当時の監督バッキー・ハリスをいち早く解雇、新たな監督としてケーシー・ステンゲルを招聘したが、この監督交代劇は周囲の理解を得られず、当時相当に批判をされた。しかしステンゲルはその後12年間でヤンキースに10度のペナントをもたらす活躍をする。ワイスは1950,1951,1952年と1960年に、年間の最優秀球団経営者の表彰を受けている。
1960年のワールドシリーズの後、ワイスと監督のステンゲルはヤンキースと袂を分かち、ワイスは1961年から新たに創設されたニューヨーク・メッツの理事長となる。設立当初全く勝てなかったメッツは、ワイスのファームシステム整備が徐々に成果を上げ、1969年にはトム・シーバーやジェリー・クーズマンらの活躍でワールドチャンピオンとなった。
1971年にアメリカ野球殿堂入り。翌1972年にコネチカット州で死去。1982年はメッツ球団の殿堂入りも果たしている。なお一部資料では、ワイスはアフリカ系アメリカ人のメジャーリーグ参加には消極的だったとされている。